# 辉腾郭勒
辉腾郭勒，也作德尔嘎郭勒，位于中华人民共和国内蒙古自治区中南部的一条季节性河流，发源于乌兰察布市化德县德包图乡多罗庆村开地房子东南山顶，蜿蜒向北流经锡林郭勒盟镶黄旗宝格达音高勒苏木陶力盖乌苏嘎查、巴彦塔拉镇赛乌苏嘎查、霍布尔嘎查、赛音乌苏水库、翁贡乌拉苏木崩洪高勒嘎查、翁贡乌拉苏木政府驻地、达布森高勒嘎查，于阿日舒特嘎查转向西北，经浩伊尔呼都嘎嘎查、苏尼特右旗赛罕乌力吉苏木敖伦淖尔嘎查、脑干锡力嘎查等地后于布塔格音戈壁汇入高壁淖尔。河长126.6千米，流域面积3559.57平方千米，河道平均比降为2.6‰。辉腾郭勒平时大部分为干河，汛期有洪水时汇入高壁淖尔。